# Zoila Lumbrera
Zoila Lumbrera fue un programa infantil panameño conducido por la renombrada actriz de teatro Nuria Mateu.
Fue transmitido los sábados por la mañana por RPC Canal 4 desde 1988 hasta 1995.
En el programa, la tía Zoila (Nuria Mateu) contaba cuentos a los niños con la ayuda de un libro encantado. La frase que debían repetir los niños para escuchar las historias era "Que se abra, que se abra y con mucha imaginación!". También presentaban reportajes de interés para los niños.
Entre los invitados del programa había niños actores como Rocco Melillo, los integrantes del grupo infantil Club Frambuesa y también artistas internacionales como las Payasitas Nifu Nifa. La tía Zoila también llegó a presentar en su programa al personaje Pirulín de la compañía de títeres Cataplum.